# Höhnstedt
Höhnstedt – dzielnica gminy Salzatal w Niemczech, w kraju związkowym Saksonia-Anhalt, w powiecie Saale.